# Мазара (приток Миндяка)
Мазара — река в России, протекает по территории Учалинского района Башкортостана. Устье реки находится в 34 км по левому берегу реки Миндяк. Длина реки — 26 км.

## Данные водного реестра
По данным государственного водного реестра России относится к Уральскому бассейновому округу, водохозяйственный участок реки — Урал от истока до Верхнеуральского гидроузла. Речной бассейн реки — Урал (российская часть бассейна).
Код объекта в государственном водном реестре — 12010000112112200001474.